# Кричевський Федір Григорович
Фе́дір Григо́рович Криче́вський (10 (22) травня 1879 , Лебедин, Харківська губернія  — 30 липня 1947 , Ірпінь, Київська область ) — український художник і педагог, заслужений діяч мистецтв УРСР (з 1940).
Один із засновників і перший ректор Української академії мистецтва.
Брат Василя Кричевського.

## Життєпис

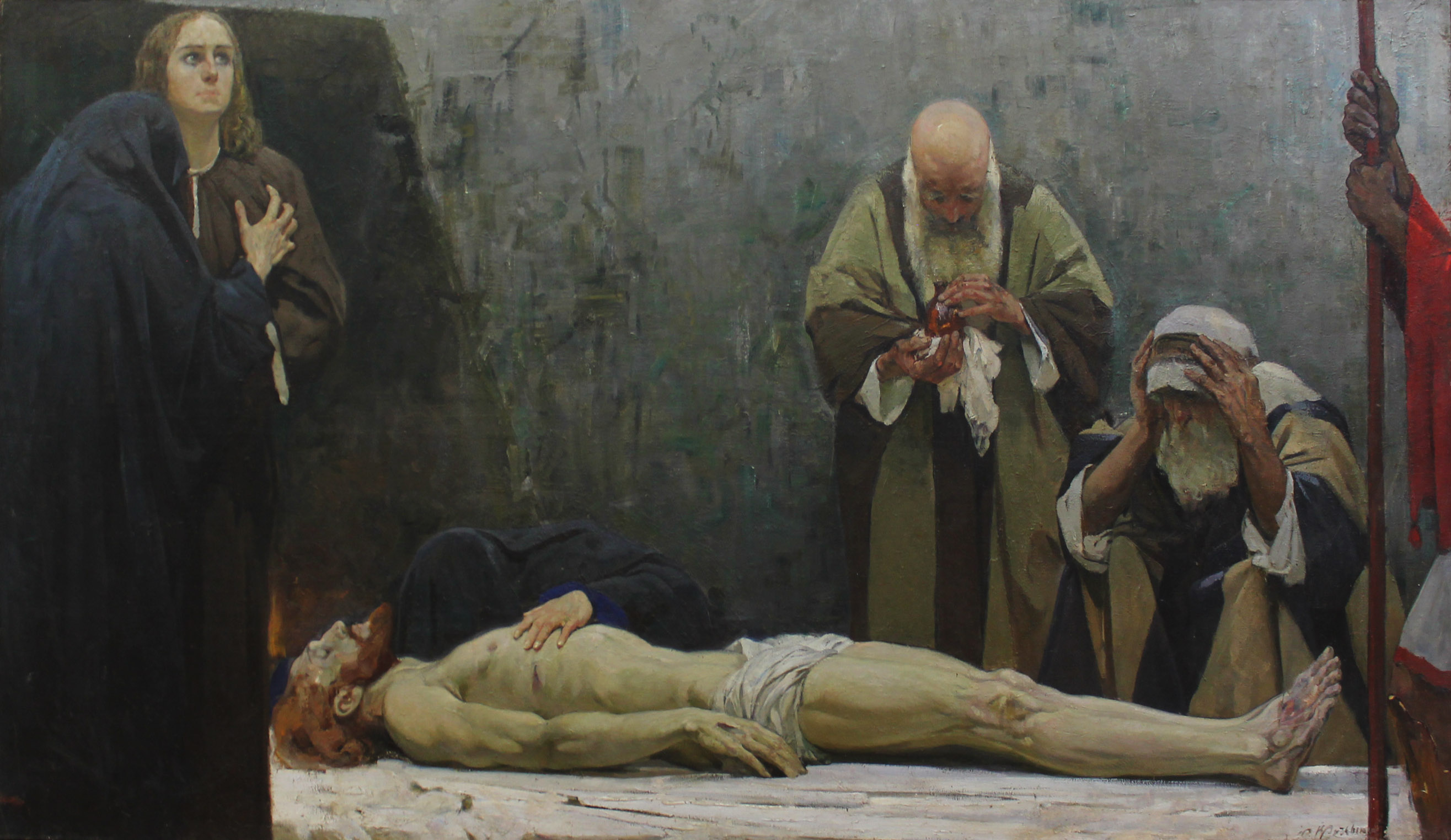
«Оплакування Христа», 1910 — дипломна робота Кричевського

Народився 10 [22] травня 1879 року в Лебедині (нині Сумська область, Україна) у сім'ї фельдшера Григорія Якимовича Кричевського та його дружини Парасковії Григорівни.
Дитинство його проходило в селі Ворожба неподалік Лебедина, де його батько працював земським фельдшером. У родині було восьмеро дітей: найстарший — Василь, майбутній видатний український художник, графік і архітектор. Сім'я не була достатньо заможною, тому діти самі мусили пробивалися у житті.
Відмінно закінчив чотирирічну школу у Ворожбі. Хотів учитися малярству, в чому його підтримав граф Василь Капніст, нащадок поета Василя Капніста. У маєтку графа Федір зміг побачити галерею козацьких портретів, колекцію живопису та графіки, користуватися багатою бібліотекою. Там почав копіювати українські портрети. Допоміг також випадок: Федір показав свої малюнки Шапошникову, а той своєму приятелеві художнику Костянтинові Савицькому (саме тому К. Савицькому, який намалював ведмедів на картині Івана Шишкіна «Ранок у сосновому лісі»). Костянтин Савицький оцінив талант юнака, дав притулок у своєму домі та підготував до вступу на малярський відділ Московського училища малярства, скульптури й архітектури.
У 1896 році Федір став студентом училища. Тут він подружився з малярем Іваном М'ясоєдовим (сином відомого художника Григорія М'ясоєдова). У домі батьків Івана М'ясоєдова познайомився з Панасом Мирним і Володимиром Короленком. На вакаціях хлопці подорожували Україною: побували в Полтаві, Ворожбі й Лебедині, відвідали шевченківські місця, Сорочинці, Яготин, Михайлівку, Харків, Миргород, Переяслав, Київ, Чернігів. Закінчив Московське училище живопису, скульптури і архітектури 1901 року.
У 1902 році в складі делегації від російського царського дому побував на коронації Едварда VII у Лондоні, де замалював церемонії коронації, а також відвідав музеї.
У 1903 році вступив до Петербурзької академії мистецтв у майстерню Іллі Рєпіна та Дмитра Кардовського. Однак через деякий час змушений був покинути навчання через хворобу печінки та нестатки. Повернувся на батьківщину й опановував живопис самотужки, багато працював на натурі. 1907 року відновив навчання в Академії, яку закінчив 1910 року.

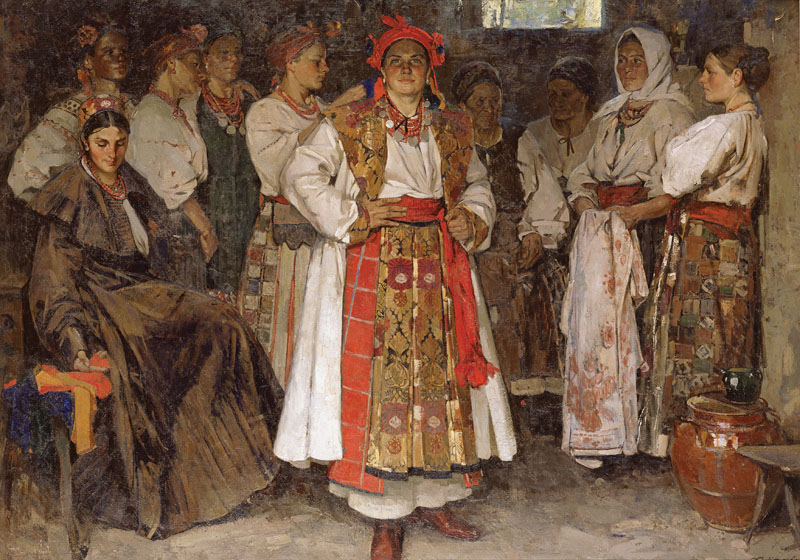
«Наречена». 1910

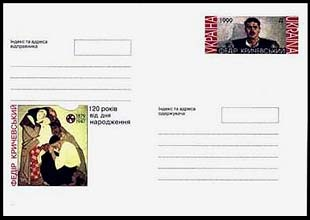
Поштовий конверт України

Цього ж року створив конкурсну картину «Наречена», яка мала великий успіх, що дало художникові право на закордонне відрядження коштом Академії до Західної Європи у 1911-1912 (Франції, Італії, Австрії, Німеччині). Вплив Ґустава Клімта помітний як в філософії, так і в технічній манері Федора Кричевського (порівн. триптих Кричевського «Сім'я» з картинами Густава Климта «Життя та Смерть» [Архівовано 5 лютого 2007 у Wayback Machine.], «Три віки жінки» [Архівовано 5 лютого 2007 у Wayback Machine.], «Поцілунок» та інші). Творчим звітом про відрядження стала картина «Весільний обряд в Україні» («Молодиці»). Російська критика відзначила, що він «виявил слабость любить все родное». Через таку «предерзость» Федорові Кричевському було «відмовлено у пенсіонерському утриманні».
З 1913 року працював у Києві: викладав у художньому училищі (1913–1917), а з 1914 року став його директором. Серед його учнів у різні часи були такі відомі українські митці, як Григор'єв, Костецький, Меліхов, Тетяна Яблонська, Сергій Отрощенко. Ігор Шаров зазначає, що Федір Григорович багато часу віддавав педагогічній діяльності. Він був педагогом, уроки якого учні пам'ятали все життя. Найперше, чого прагнув домогтися Кричевський від учнів — розвинути колористичне обдарування. Він навчав студентів шукати колір у природі, в народному мистецтві. Він не любив в'ялого і неактивного живопису. Однак застерігав учнів і від прикрашання та зовнішньої декоративності. «Не порушуйте головного принципу живопису — гармонії», — часто казав він своїм учням. Кричевський вимагав від молоді критично ставитися до новацій і над усе прагнути опанувати рисунок і живописну майстерність.
У 1913 році написав відому картину «Три покоління». Дівоча стрічка, вишита золотом і сріблом, парчевий очіпок молодиці і темна хустка старої жінки створюють декоративне тло, яке підкреслює поетично-символічний зміст створених художником реальних образів. Федір Кричевський залишався вірним реалістичній манері, вбачаючи головну вартість митця не у частій зміні мистецьких орієнтацій, а в постійній вимогливості до удосконалення живописної майстерності, основу якої він вбачав у незмінних для художника вартостях.
У 1917 році художник взяв участь у створенні Української академії мистецтва та був обраний її першим ректором. Всю енергію, весь організаційний хист він віддав справі налагодження праці Академії, яка спочатку містилася в приміщенні при Центральній Раді. Коли більшовики в січні 1918 р. захопили Київ, вони закрили Академію. Отож Федір Кричевський пробув ректором Академії лише один рік.
Коли в 1919 році більшовики організували штучний голод, то частина професорів Академії, в тім числі Федір Кричевський, поїхали на села, щоб якось вижити. Художник жив у с. Шишаки, де колись придбав невелику хату і перебудував її за проектом брата. Ця хата згодом стала філіалом Академії на час літньої практики студентів. Кричевський багато часу працював у селі, зібрав у Шишаках велику колекцію народного мистецтва: килимів, вишивок, кераміки, іконопису. 
Згодом викладав у Київському художньому інституті (1924–1932, 1934–1941). На початку 1930-х жив у Харкові, де викладав у Харківському художньому інституті.
У 1927 році написав славетний триптих «Життя», в якому показав зовнішню красу людей з народу, їхнє душевне благородство, моральну силу та велич, стриманість і стійкість. Цей триптих експонувався на багатьох виставках в Україні й за кордоном: 1928 — на Міжнародному конкурсі у Венеції, де мав великий успіх. «Став справжньою сенсацією», — стверджує мистецтвознавець Дмитро Горбачов; тогочасна італійська преса просто гула, вихваляючи художні достоїнства цієї роботи, і опублікувала понад 40 (!) її репродукцій; 1933 року частина триптиха «Повернення» експонувалася у складі виставки радянського мистецтва у Копенгагені та Варшаві.
Його роботи мали успіх і високу оцінку на виставках у Чикаго і Нью-Йорку.
Монументальний триптих Кричевського «Життя» є найяскравішим зразком українського модернізму з елементами ар нуво та українського релігійного живопису (площинність, локальні фарби, порожнє тло).

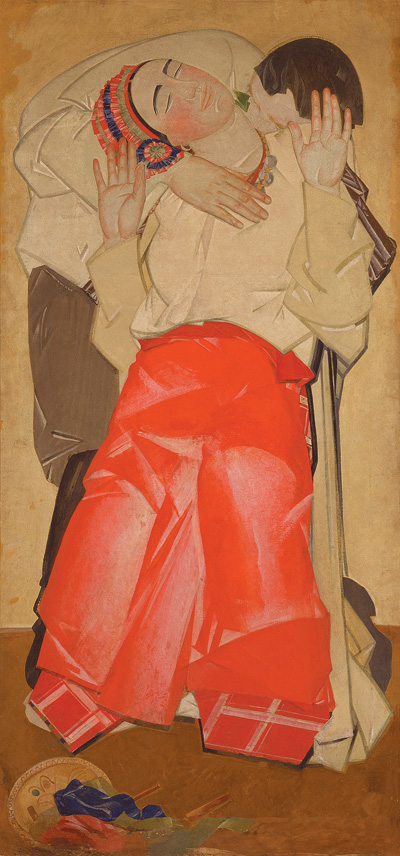
Життя. Триптих (Любов)
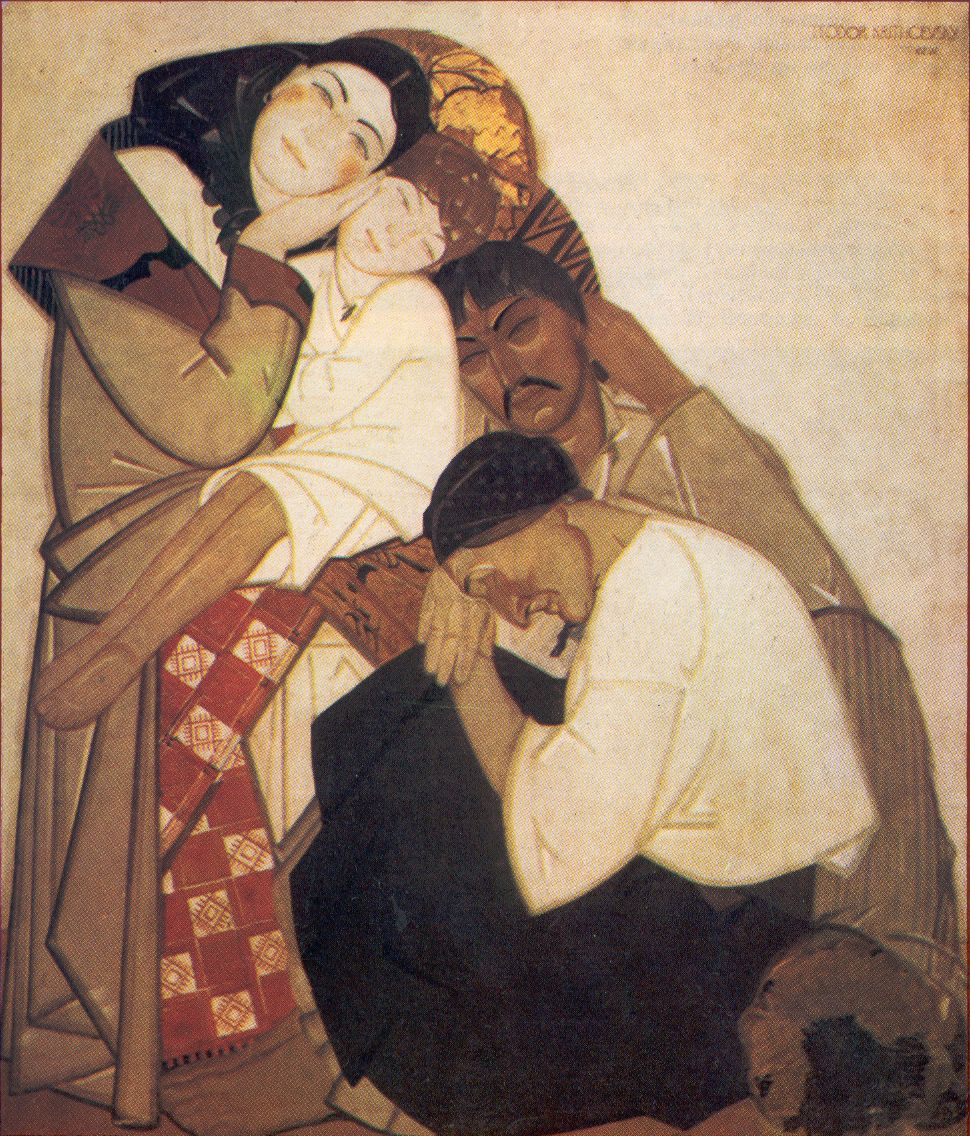
Життя. Триптих (Сім’я)
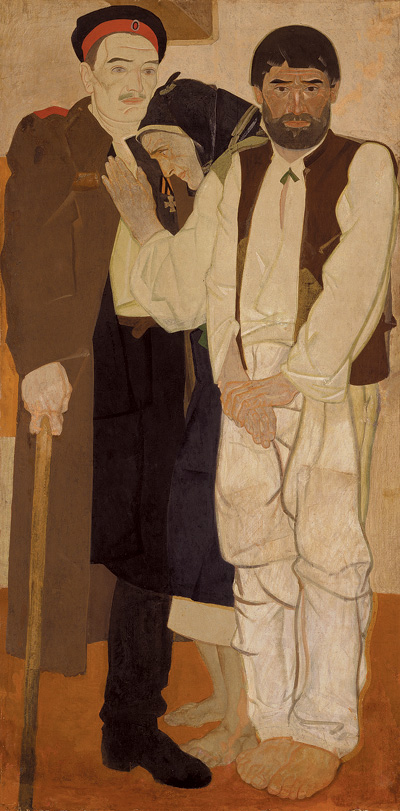
Життя. Триптих (Повернення)

Своєрідним вираженням творчого кредо митця, який усе своє життя сповідував вірність мистецтву та його високим естетичним критеріям, став «Автопортрет у білому кожусі» (1932), у якому Федір Кричевський у той складний час, коли українська культура зазнавала репресій, зумів утвердити у втіленому образі високу гідність українського митця.
У червні 1939 року присвоєно (одночасно з братом Василем) ступінь доктора мистецтвознавчих наук, а в 1940 році (також разом із братом) — звання заслуженого діяча мистецтв УРСР. Вони були першими в Україні, хто одержав цей вчений ступінь і звання.
У нього не було творів із радянської тематики. Більшість творів художника зберігається у Національному художньому музеї.
Під час Другої світової війни художник фактично ухилився від евакуації до Уфи і залишився разом з дружиною на окупованій території. Перебували в зруйнованому більшовиками Києві, а літні місяці — в Шишаках. Був головою Спілки митців України.
За одними даними, наприкінці війни намагався виїхати на Захід, де вже перебував його брат Василь, але поїзд, в якому він їхав, не встиг від'їхати далеко від Кеніґсберґа через швидкий наступ Червоної Армії. Федір Кричевський був заарештований НКВС і засланий до селища Ірпінь Київської області, де й помер з голоду[джерело?], незважаючи на поміч, яку отримував від Тетяни Яблонської.

За іншими даними, 1943 року в нього з'явилася виразка шлунку. Німецький лікар, професор і шанувальник мистецтва, рятуючи Кричевського від смерті, перевозить його в німецьке місто Кеслінг. Згодом до Кричевського приїздить і дружина з донькою. Там митець за наклепом потрапляє в німецькі катівні Гестапо. Лікар Фергесен вдруге рятує життя художнику. Після прориву фронту радянськими військами Федір Кричевський потрапив у лабети «смершу», де пробув майже рік. Тяжко хворий, у 1946 році Кричевський звернувся з листом до Уряду з проханням дати йому дозвіл повернутися до Києва. Із спогадів його учня С. А. Григор'єва, народного художника України, відомо таке: 
|  | …Демобилизовавшись в мае 1946 года, я вернулся в институт на работу. Через некоторый промежуток времени ряд учеников и сотрудников Кричевського вызвали в Правление Союза художников. Секретарем Союза был тогда С.Е. Раевский. Он зачитал нам письмо Кричевського из Вены с просьбой разрешить ему вернуться на родину в Киев. Раевський передал нам, что Правительство интересуется мнением близко стоящих к нему художников, и, попросил нас высказаться. Мы все единодушно заявили о том, что он нужен, полезен искусству. |

Незабаром він і його дружина приїхали до Києва. Але і в Києві на них чекали тяжкі випробування. Їхня квартира на Георгіївському провулку № 12 була зруйнована внаслідок бомбардування. Дача в селі Шишаки згоріла. Під час пожежі згоріло багато його картин. Художника позбавили наукового звання й титулу заслуженого діяча мистецтв.

Надгробок на могилі

Комітет у справах мистецтва допоміг Кричевським найняти житло в Ірпені. Тут художник проживав в будинку № 1 на вул. Пролетарської революції (сучасна вул.Павленка) з літа 1946 року і до смерті.
Микита Хрущов обіцяв Федорові Кричевському помилування, якщо він намалює портрет «батька народів». Однак Митець відмовився, а своїм учням зізнався: «Бачите, малювати всяких там временщиків-фаворитів, пройдисвітів і мерзотників мені мій сан не дозволяє».
Помер за мольбертом від голоду 30 липня 1947 року в Ірпені.
Похований у Києві на Лук'янівському цвинтарі 1965 року (ділянка № 25, ряд 15, місце 3). На його честь названо вулиці в Києві й Ірпені. В м.Ірпінь на перехресті вул.Павленка та Соборної у 1979 році на честь 100 річчя з дня народження встеновлено мармуровий барельєф (автор Піанідіа) з .
Як художник і педагог зробив великий внесок у розвиток українського мистецтва. Багато першорядних українських майстрів зобов'язані йому своїм творчим зростанням. Його учнями різного часу були такі відомі українські митці, як Сергій Григор'єв, Віктор Костецький, Григорій Меліхов, Тетяна Яблонська, Сергій Отрощенко.

## Творча спадщина
До 2020 року в Національному художньому музеї України (NAMU) зберігалося 35 графічних і 55 живописних робіт Федора Кричевського. 
1 лютого 2020 року збірку NAMU поповнили 222 графічні роботи Федора Кричевського. Ескізи й рисунки викупили для Музею у Ольги Гершуні (доньки Аріадни Гершуні - подруги дружини митця Наталі Кричевської) випускники Києво-Могилянської Бізнес-Школи (kmbs) — 22 члени спільноти Alumni kmbs (групи РМВА-14, ЕМВА-27) та їхні друзі.

## Мистецькі події
У 2017 році Національний художній музей України влаштував ретроспективну виставку «Федір Кричевський. Майстер і Час».

## Дослідження творчості
- Членова Лариса: «Федір Григорович Кричевський» (1969)
- Професори НАОМА (1917—2007) //Дослідницькі та науково-методичні праці: Зб. наук. пр. Національної академії образотворчого мистецтва і архітектури. — К. — 2007. Спецвипуск.

## Галерея

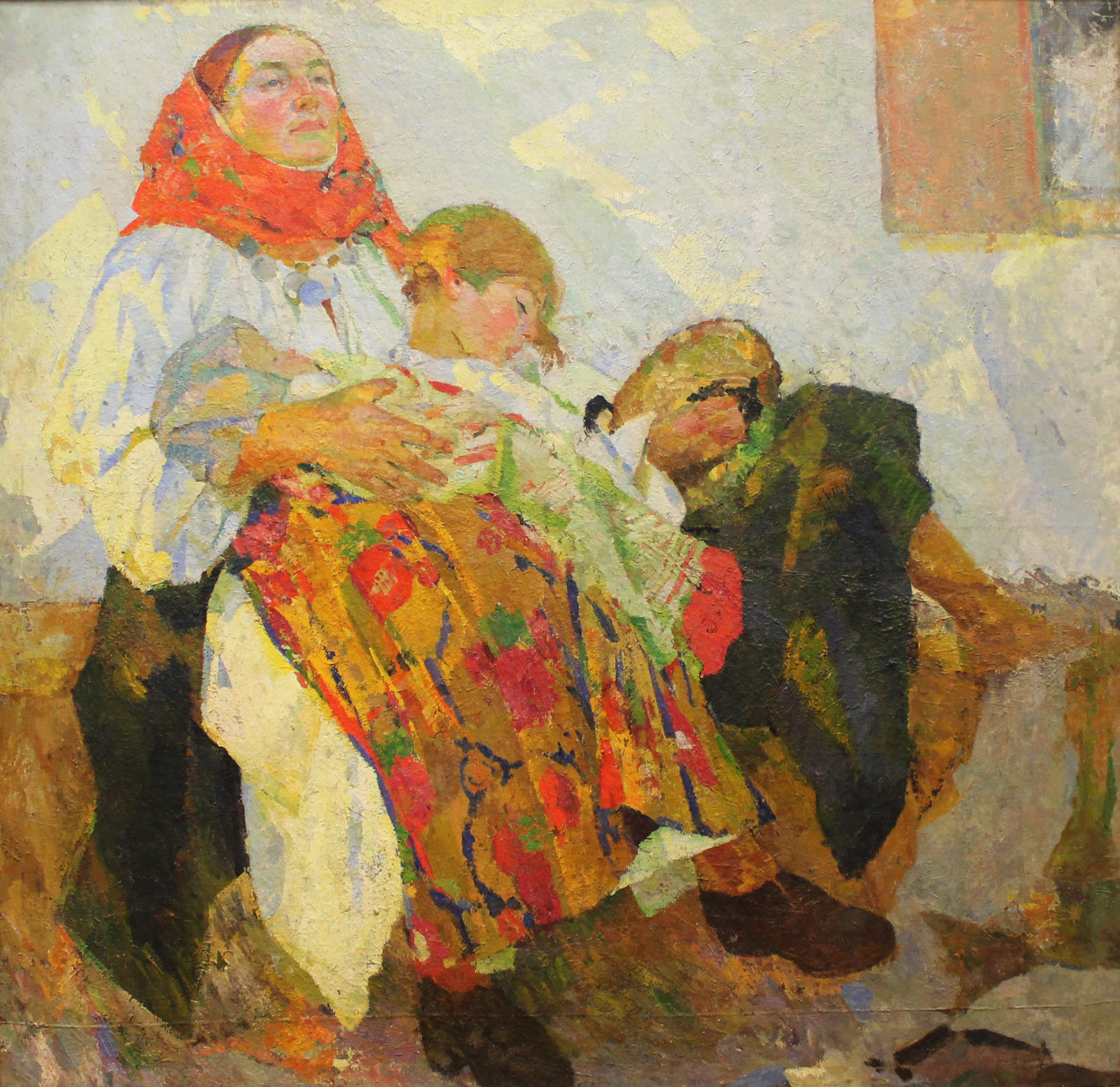
«Мати», 1929
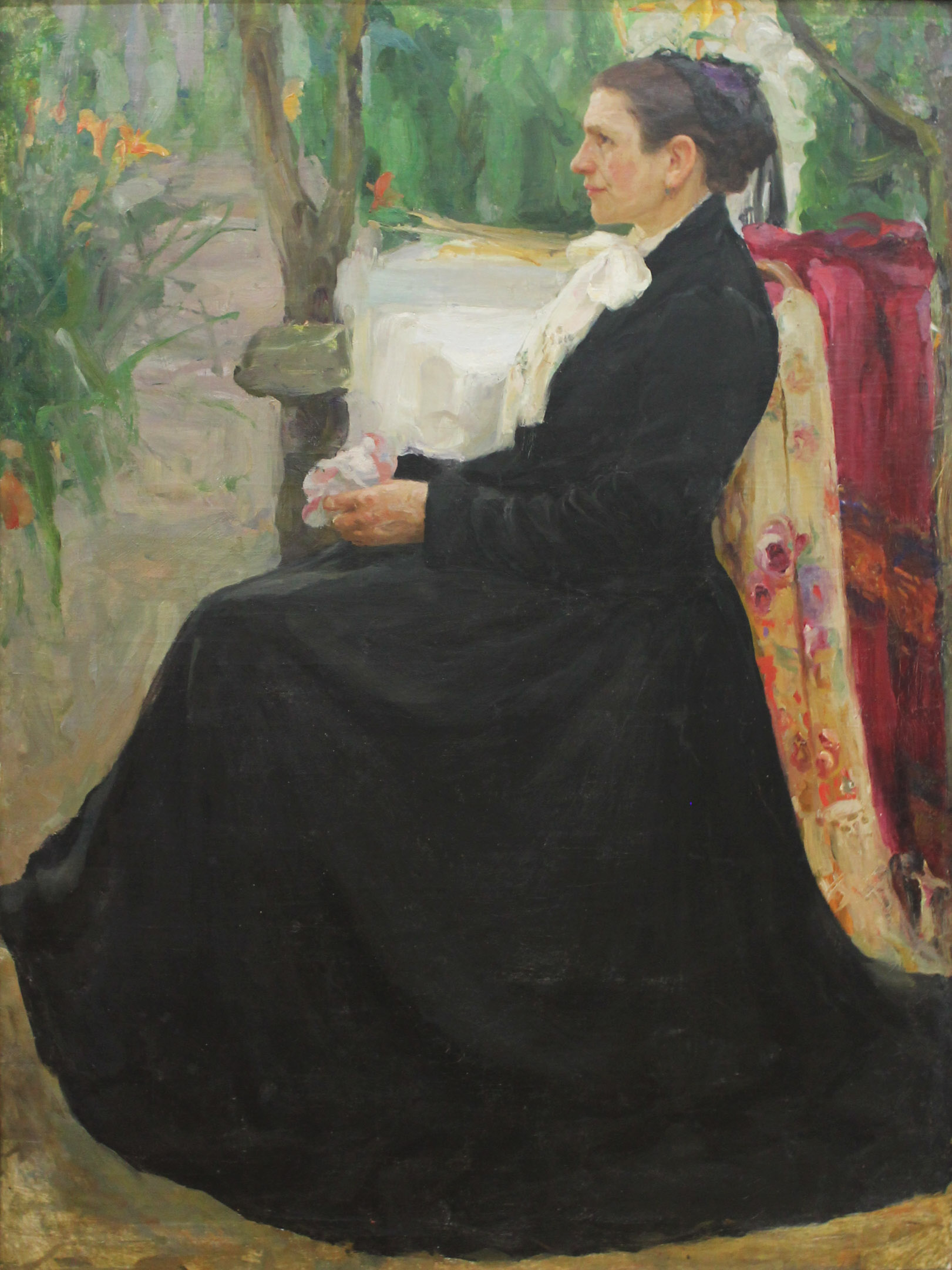
«Портрет матері», 1904
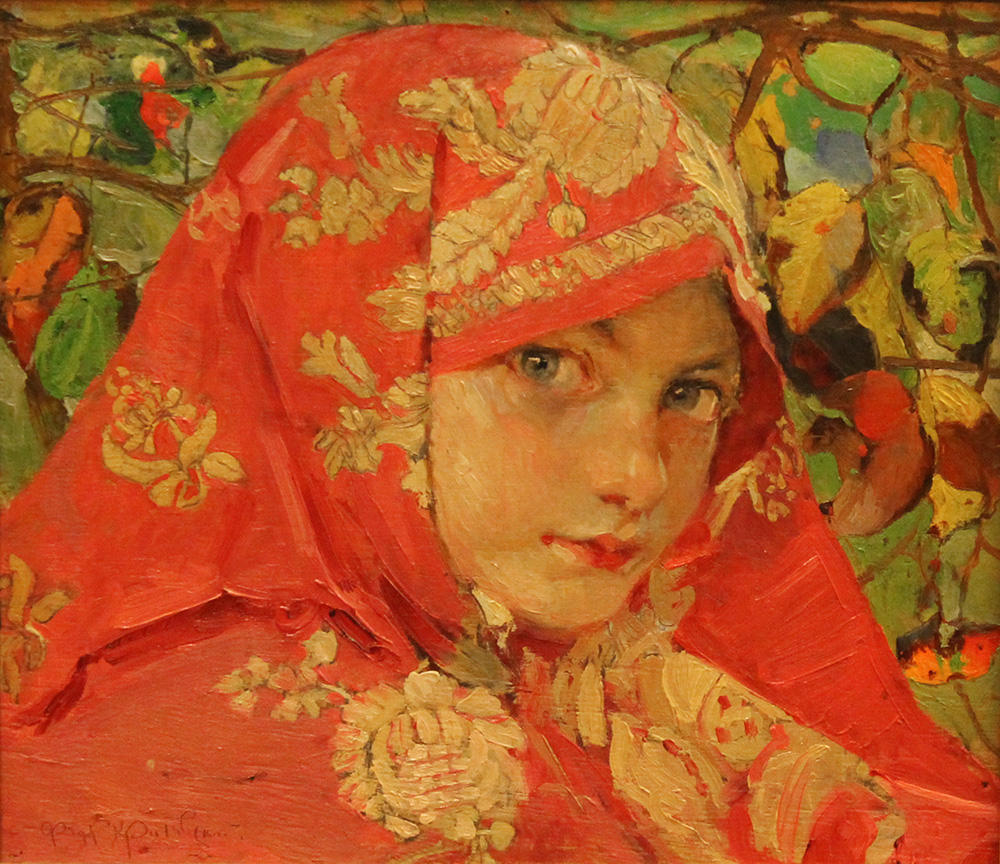
«Голівка дівчинки», 1907
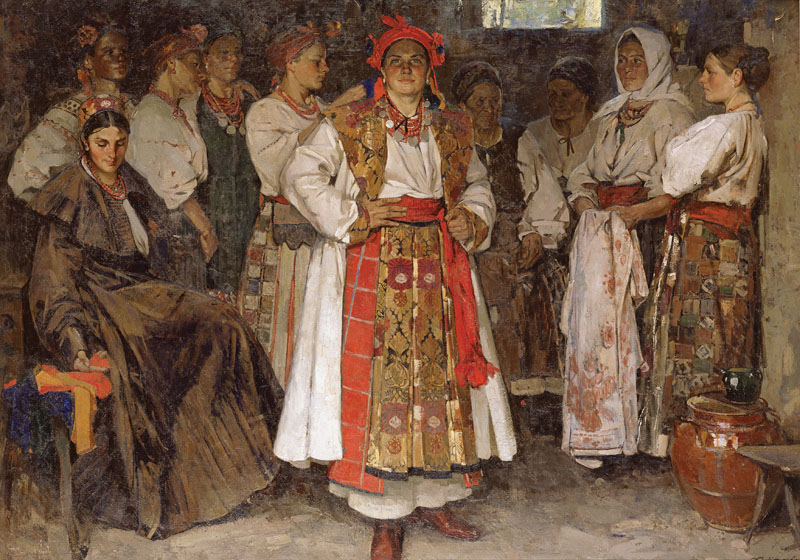
«Наречена», 1910
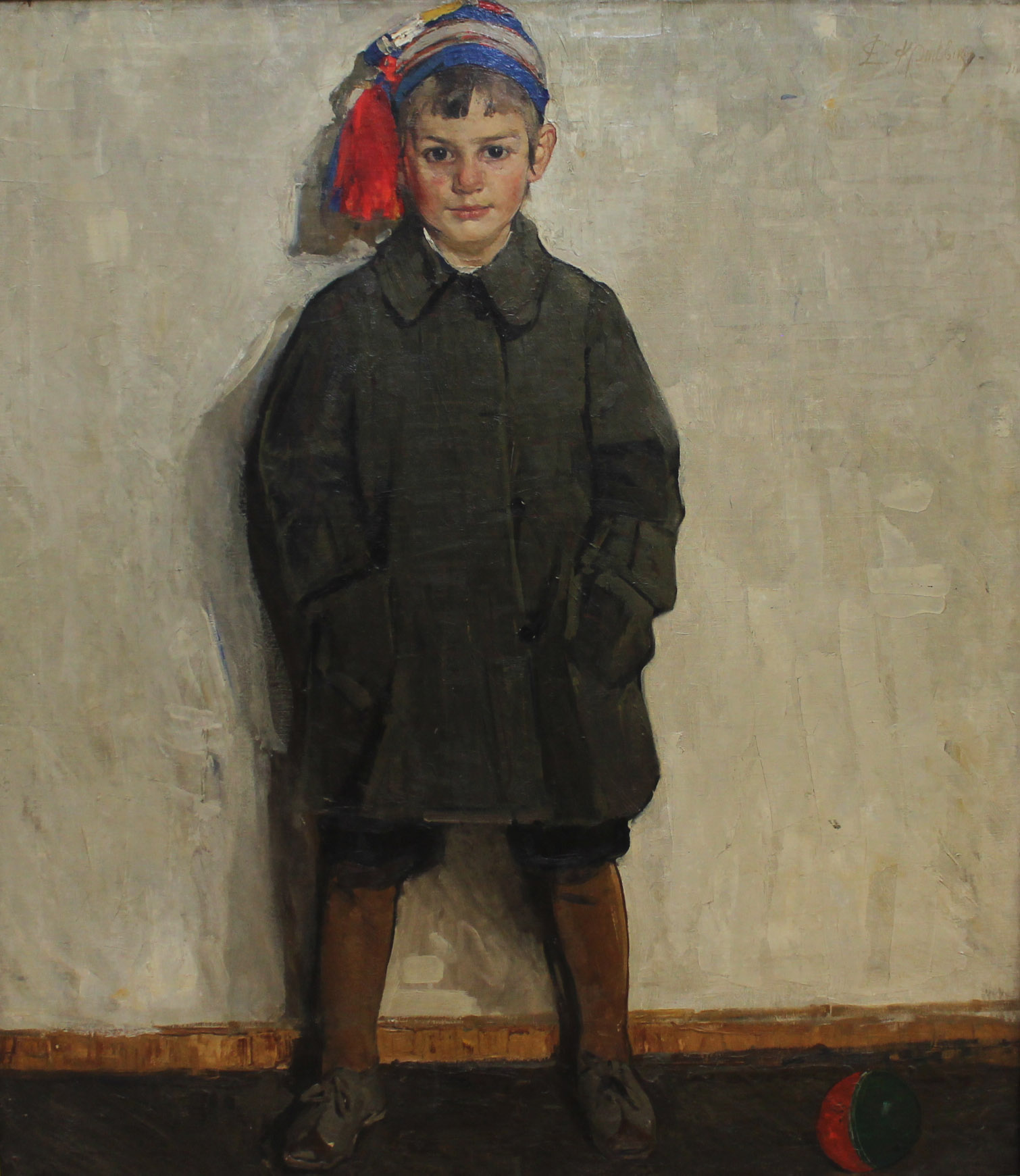
«Портрет Василька», 1910
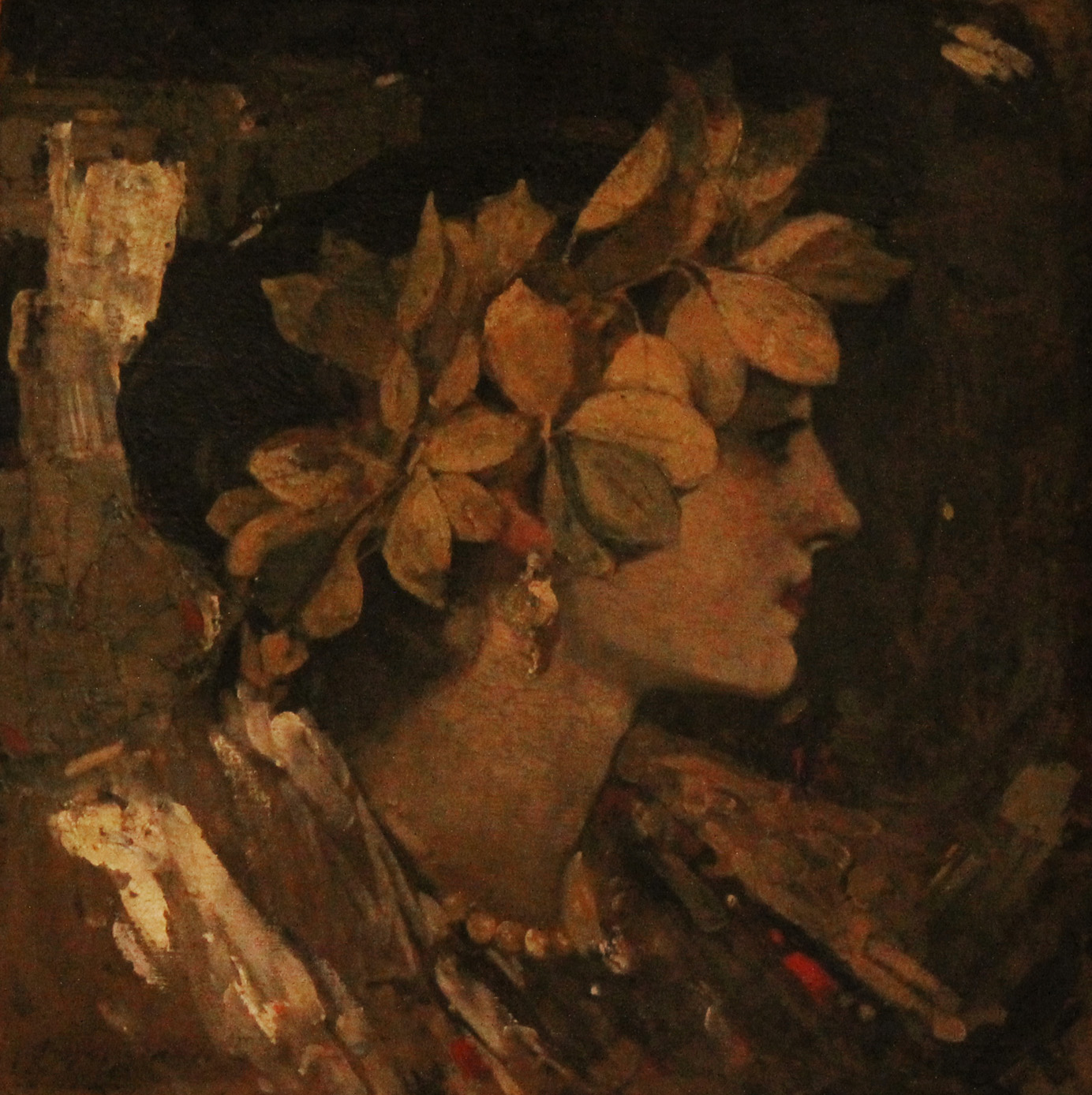
«Беатріче», 1911
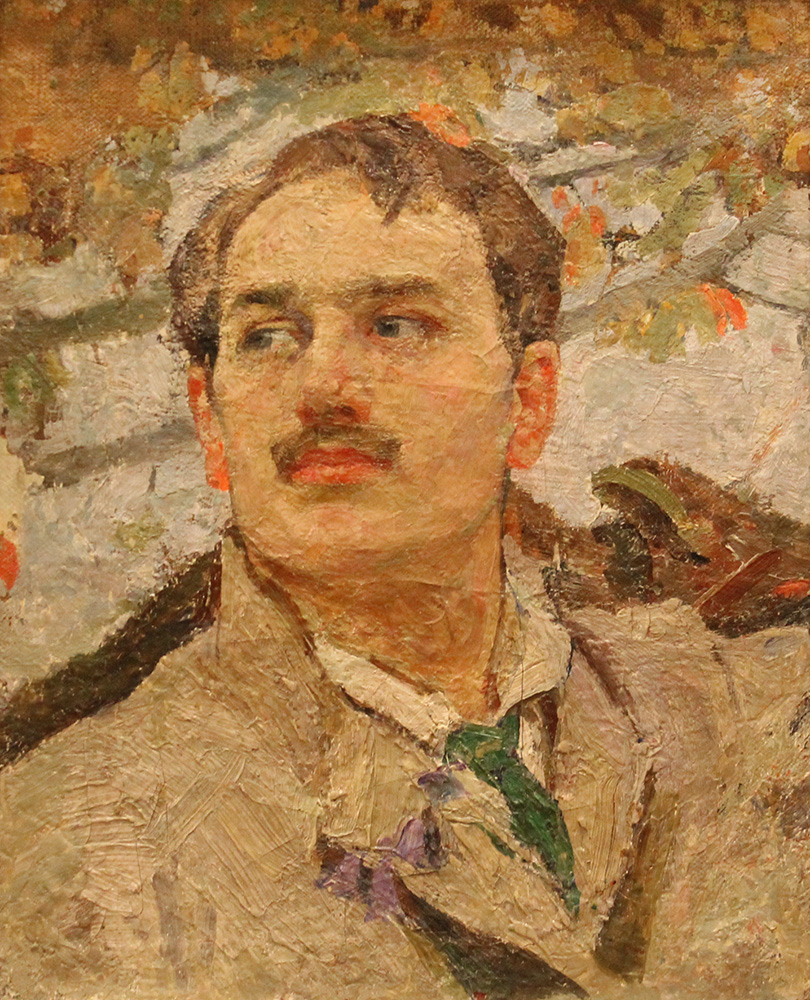
«Автопортрет», 1911
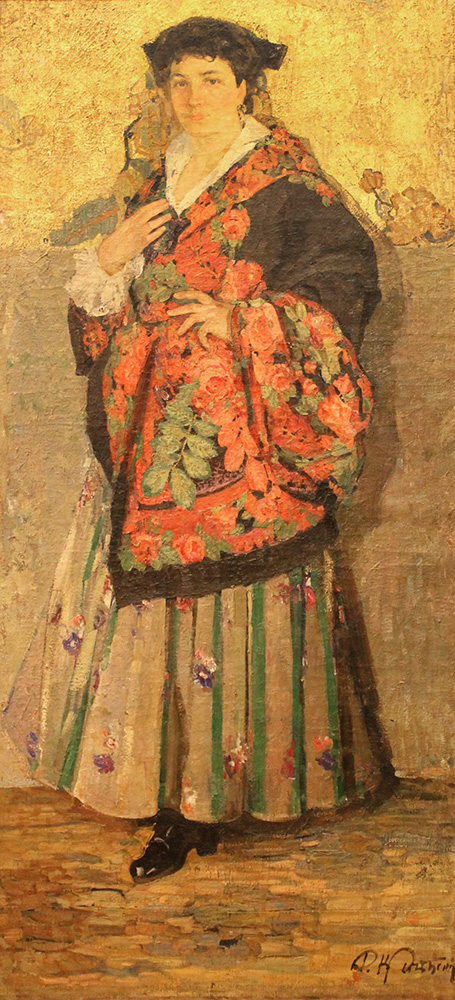
«Портрет дружини», 1914
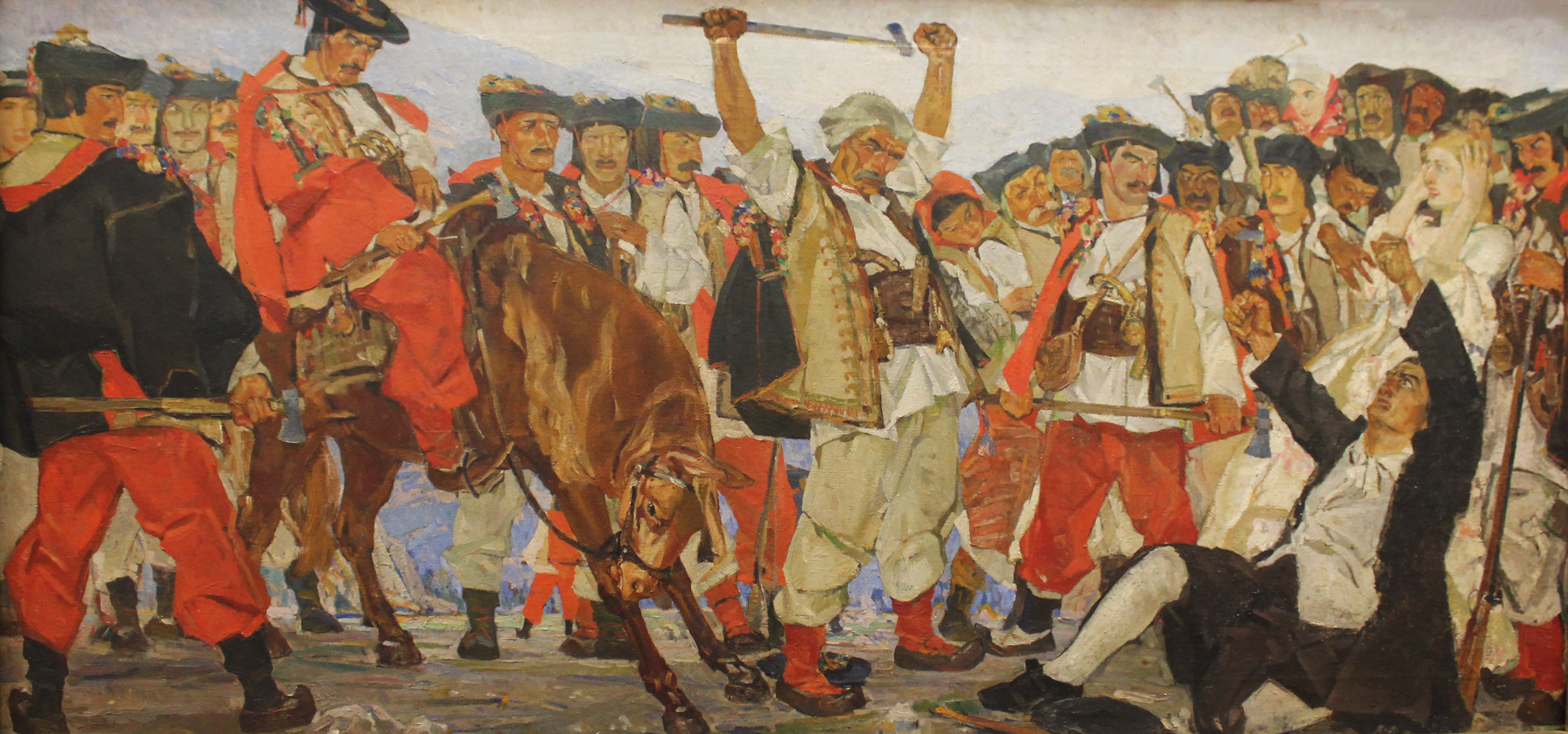
«Довбуш» (ескіз), 1931